# 明命
明命（越南语：／，1820年—1840年正月十九日）是越南大南国阮朝明命帝的年号，共计21年。
明命元年正月初一日（1820年2月14日），明命帝在太和殿即位，改元明命。
明命二十一年十二月二十八日（1841年1月20日），明命帝去世。明命二十二年正月初一日，宣讀遺詔。正月二十日（2月11日），紹治帝在太和殿即位，改元紹治。

## 纪年
| 明命 | 元年     | 2年      | 3年      | 4年      | 5年      | 6年      | 7年      | 8年      | 9年      | 10年     |
| 公元 | 1820年   | 1821年   | 1822年   | 1823年   | 1824年   | 1825年   | 1826年   | 1827年   | 1828年   | 1829年   |
| 干支 | 庚辰     | 辛巳     | 壬午     | 癸未     | 甲申     | 乙酉     | 丙戌     | 丁亥     | 戊子     | 己丑     |
| 清朝 | 嘉慶25年 | 道光元年 | 道光2年  | 道光3年  | 道光4年  | 道光5年  | 道光6年  | 道光7年  | 道光8年  | 道光9年  |
| 明命 | 11年     | 12年     | 13年     | 14年     | 15年     | 16年     | 17年     | 18年     | 19年     | 20年     |
| 公元 | 1830年   | 1831年   | 1832年   | 1833年   | 1834年   | 1835年   | 1836年   | 1837年   | 1838年   | 1839年   |
| 干支 | 庚寅     | 辛卯     | 壬辰     | 癸巳     | 甲午     | 乙未     | 丙申     | 丁酉     | 戊戌     | 己亥     |
| 清朝 | 道光10年 | 道光11年 | 道光12年 | 道光13年 | 道光14年 | 道光15年 | 道光16年 | 道光17年 | 道光18年 | 道光19年 |
| 明命 | 21年     | 22年     |          |          |          |          |          |          |          |          |
| 公元 | 1840年   | 1841年   |          |          |          |          |          |          |          |          |
| 干支 | 庚子     | 辛丑     |          |          |          |          |          |          |          |          |
| 清朝 | 道光20年 | 道光21年 |          |          |          |          |          |          |          |          |

## 同期存在的其他政權年號
- 中國
  - 嘉庆（1796年－1820年）：清朝—嘉庆帝顒琰之年號
  - 道光（1821年－1850年）：清朝—道光帝旻寧之年號
  - 天心順（1823年）：清朝時期—馬進忠之年號
  - 金龍（1831年－1832年）：清朝時期—趙金龍之年號
  - 天運（1832年）：清朝時期—張丙之年號
  - 大明主（1832年）：清朝時期—黃城之年號
  - 順天（1832年）：清朝時期—梁辦、吳扁、陳委之年號
  - 奉天（1832年）：清朝時期—劉仲、蔡恭之年號
  - 剛健（1836年）：清朝時期—藍正樽之年號
- 日本
  - 文政（1818年－1830年）：仁孝天皇之年號
  - 天保（1830年－1844年）：仁孝天皇之年號
- 南洋
  - 蘭芳（1777年—1884年）：蘭芳共和國之年號